# Château de Schellenberg
Le château de Schellenberg (Schloss Schellenberg) est un château allemand situé dans la région de la Ruhr dans l’arrondissement de Rellinghausen appartenant à la municipalité d’Essen. C’est avec son plan inhabituel un Wasserschloss protégé appartenant au patrimoine historique depuis 1984.

## Historique

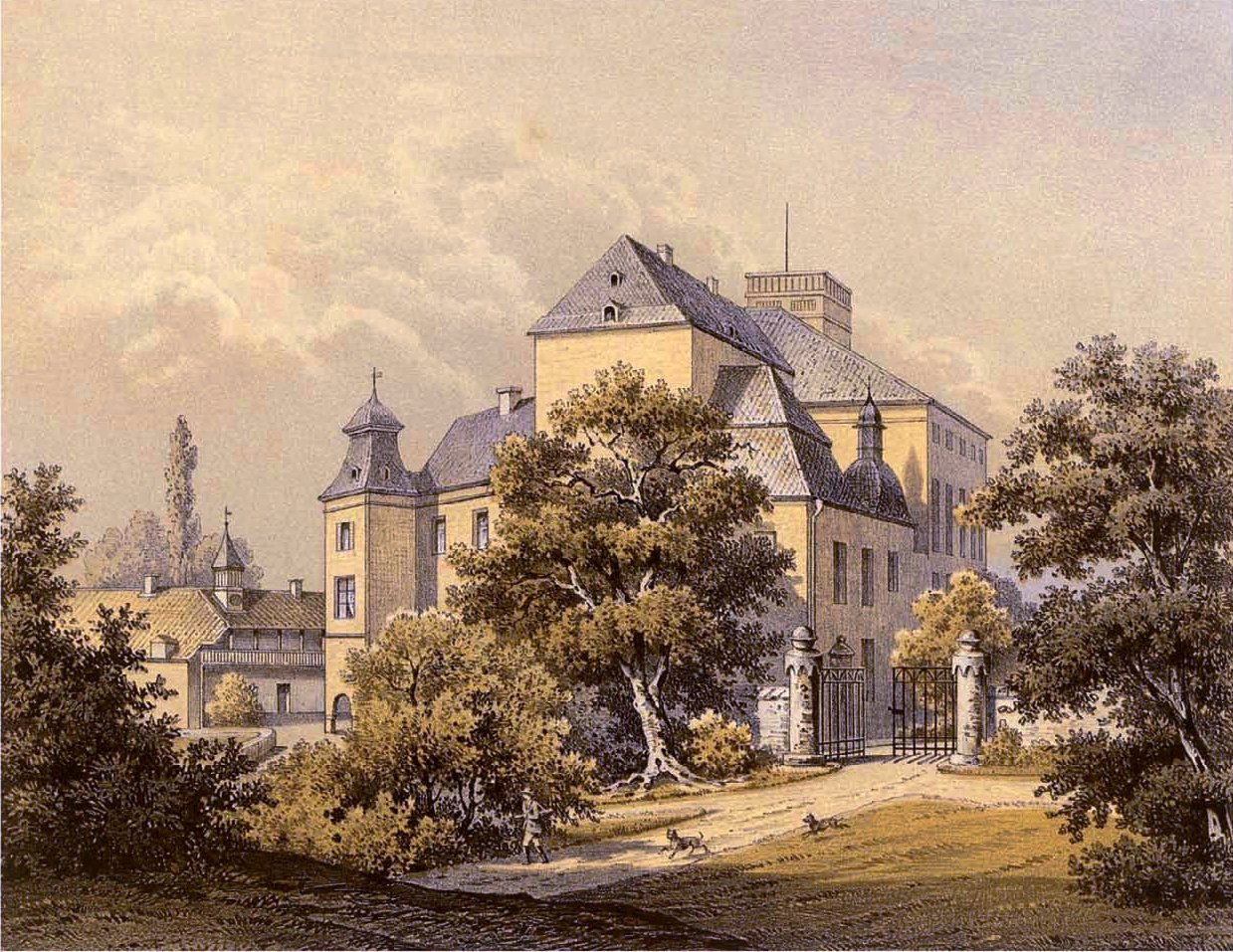
Vue du château vers 1860 dans le recueil de Duncker

Il y avait d’abord au XIIe siècle une maison fortifiée qui laisse la place au XIVe siècle à un château fort, détenu en 1353 par la famille von der Horst et entouré de douves comportant deux corps de bâtiments dont le Vorburg, bâtiments d’entrée, et le donjon entourés de remparts. Il appartient ensuite à la famille von Kückelsheim, puis par mariage en 1452 à la famille von Vittinghoff et ne change pas d’aspect, jusqu’à ce que Giesbert Johann von Vittinghoff de la branche de Schell et son épouse, née Agnès-Marguerite von Boenen, fassent démolir le Vorburg dans la première moitié du XVIIe siècle, pour de nouveaux bâtiments formant une cour seigneuriale édifiés entre 1643 et 1656.
Melchior von Vittinghoff-Schell fait construire un nouveau corps de logis baroque entre 1660 et 1672, tandis que le reste est modernisé. La chapelle catholique est rehaussée avec un étage et l’on construit une petite aile d’un étage menant à l’habitation principale. Le jardin à la française est dessiné entre 1672 et 1674 et orné de deux pavillons de plaisance par Wilhelm Franz von Vittinghoff qui était maître de chapelle de la cathédrale d'Essen. Après la restauration de la galerie de la cour en 1780, de nouveaux bâtiments de communs sont érigés en 1804.
C’est en 1820 que Max Friedrich von Vittinghoff et son épouse, née comtesse von Spee-Heltorf, font construire un logis seigneurial avec deux étages supérieurs au sud du corps de logis et doivent pour cela faire combler une partie des douves. Le parc est réaménagé à l’anglaise entre les années 1820 et 1840. Divers aménagements ont lieu encore dans la seconde moitié du XIXe siècle. Ainsi du bâtiment d’entrée et de sa tour érigés entre 1875 et 1893 en style néogothique, tandis que des parties anciennes sont démolies en 1879.
Le château est loué par la famille Vittinghoff en 1918 et devient un foyer catholique pour l’enfance, jusqu’en 1967, pour devenir ensuite une école de police. La famille s’éteint en ligne masculine en 1993 et la nièce du dernier propriétaire, la baronne Spies von Büllesheim en hérite. Le château est loué à diverses sociétés et à des particuliers en appartements ou maisons particulières

## Galerie

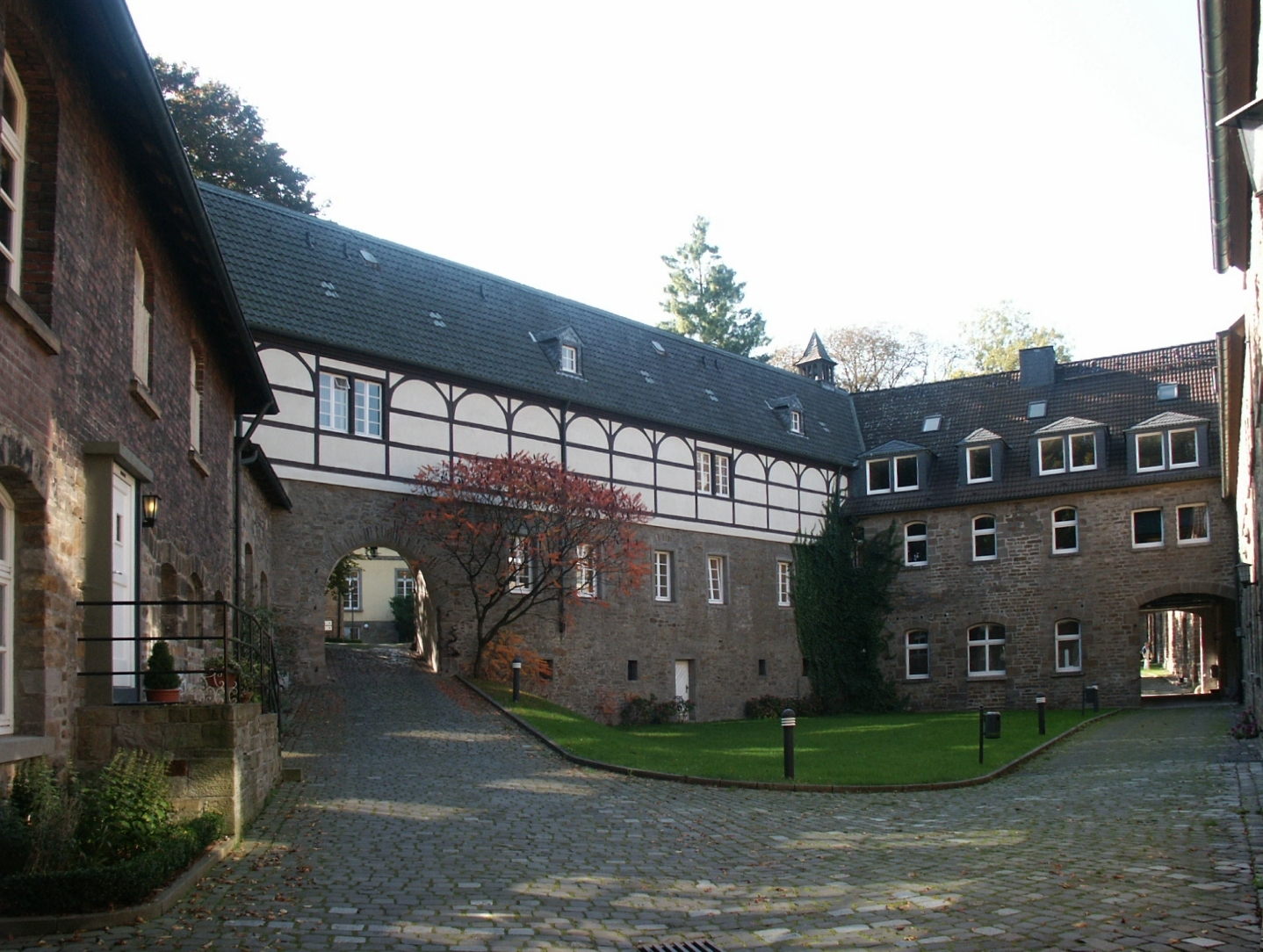
Bâtiments de la première cour seigneuriale
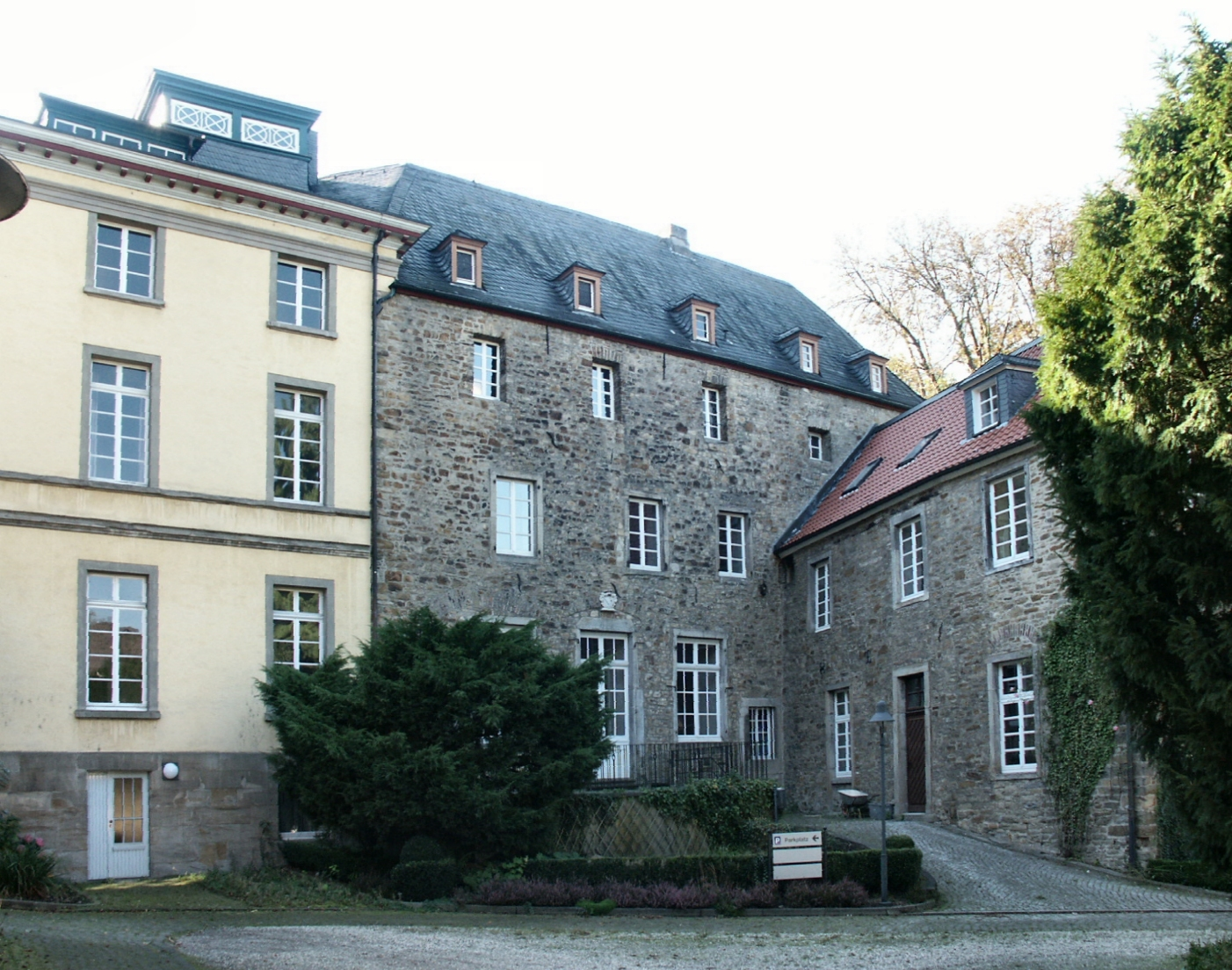
Partie médiévale du château à droite, avec le corps de logis du XVIIe au milieu et l’extension de 1820 à gauche
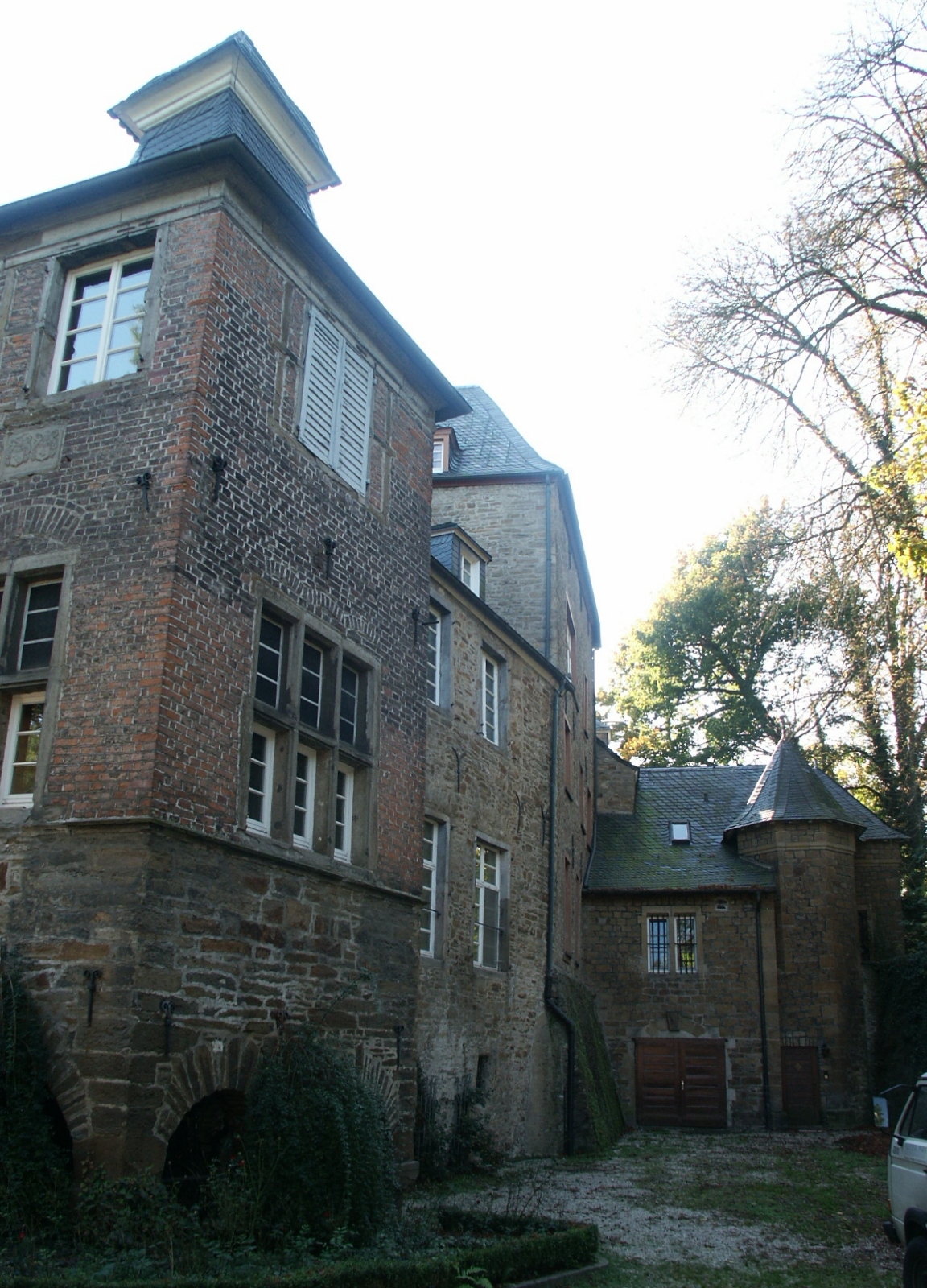
Partie du château du XIVe siècle avec la chapelle à droite
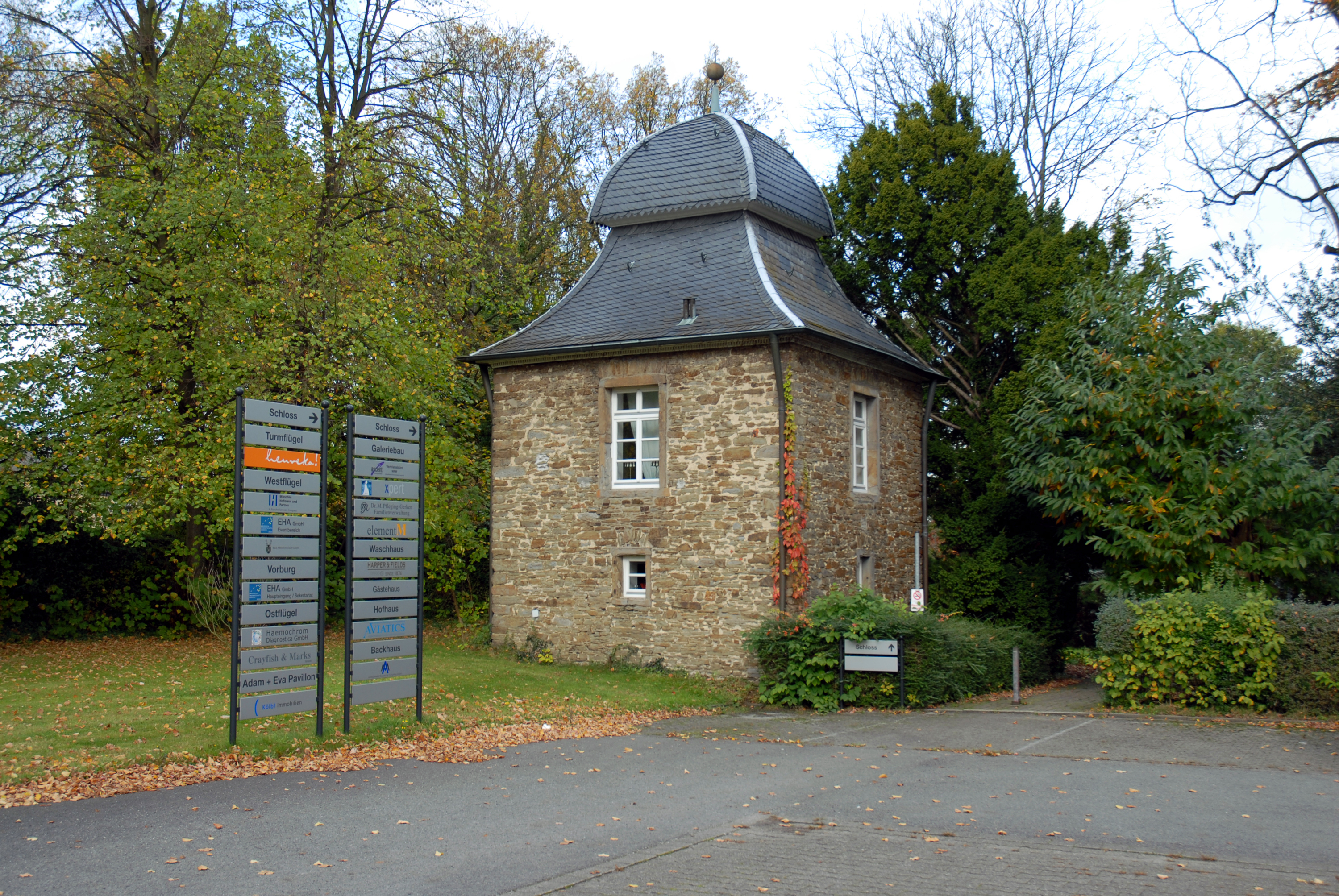
Pavillon d’Adam et Ève

## Notes

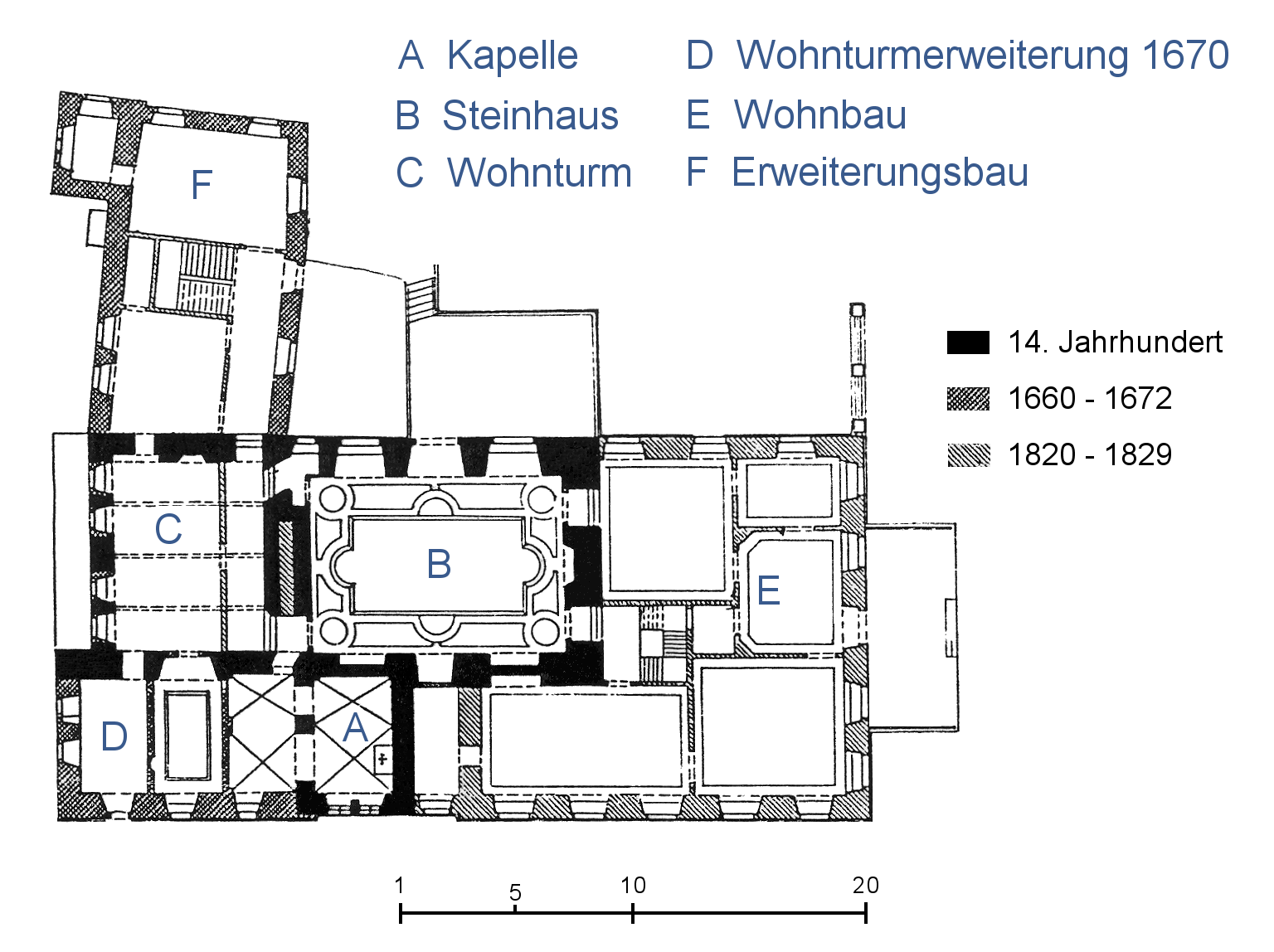
Plan du château